# Рока Корнета (Болоња)
Рока Корнета (итал. Rocca Corneta) је насеље у Италији у округу Болоња, региону Емилија-Ромања.
Према процени из 2011. у насељу је живело 17 становника. Насеље се налази на надморској висини од 592 м.